# Pitcairnia tumulicola
Pitcairnia tumulicola är en gräsväxtart som beskrevs av Lyman Bradford Smith. Pitcairnia tumulicola ingår i släktet Pitcairnia och familjen Bromeliaceae. Inga underarter finns listade i Catalogue of Life.